# Học thuyết về nhà nước của chủ nghĩa Marx Lenin

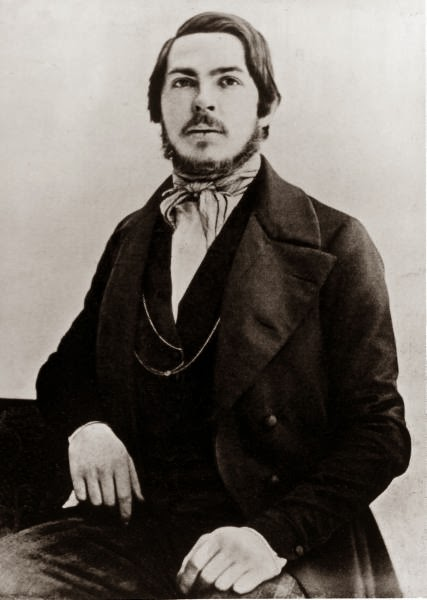
Triết gia F. Engels với các tác phẩm của mình đã đặt nền tảng cho Lý luận của Chủ nghĩa Marx – Lenin về nhà nước.

Học thuyết về Nhà nước của Chủ nghĩa Marx – Lenin hay còn gọi là Lý luận về Nhà nước và Pháp luật của Chủ nghĩa Marx – Lenin là hệ thống những kiến thức của chủ nghĩa Marx – Lenin về những quy luật phát sinh, phát triển đặc thù, những đặc tính chung và biểu hiện quan trọng nhất của nhà nước nói chung và nhà nước Xã hội chủ nghĩa nói riêng. Tập trung vào phân tích nguồn gốc và bản chất của nhà nước, Lý luận của những người Marxist đi sâu nghiên cứu về nhà nước một cách tổng thể những vấn đề chung nhất về bản chất, chức năng, vai trò của nhà nước, hình thức nhà nước, bộ máy nhà nước và làm sáng tỏ mối quan hệ giữa các bộ phận trong thượng tầng kiến trúc chính trị – pháp lý với các tổ chức xã hội, giữa nhà nước với cá nhân.
Theo quan điểm của Chủ nghĩa Marx – Lenin thì nhà nước thực chất là một tổ chức đặc biệt của quyền lực chính trị, một bộ máy chuyên làm nhiệm vụ cưỡng chế và thực hiện chức năng quản lý đặc biệt nhằm duy trì trật tự xã hội, thực hiện mục đích bảo vệ địa vị của giai cấp thống trị trong xã hội. Những nội dung cơ bản ban đầu về học thuyết này được phản ánh thông qua tác phẩm Nguồn gốc của gia đình, chế độ sở hữu và của nhà nước của F. Engels. Qua tác phẩm này, Engels đã phân tích các vấn đề về gia đình, nguồn gốc của giai cấp và của nhà nước và những quy luật tiếp tục phát triển và biến đổi sau này của chúng.
F. Engels đã chỉ ra rằng nhà nước chỉ ra đời ở một giai đoạn lịch sử nhất định của xã hội trên cơ sở xuất hiện chế độ tư hữu và gắn liền với nó là sự phân chia xã hội thành các giai cấp đối kháng, ông cũng luận chứng về tính chất giai cấp và tính lịch sử của nhà nước, làm sáng tỏ chức năng giai cấp cơ bản của nhà nước. Sau đó lý luận này được những người Marxist tiếp tục phát triển và hoàn thiện trong điều kiện mới. Lý luận về nhà nước và pháp luật là một môn học bắt buộc trong chương trình học Đại học đối với các ngành khoa học xã hội như Luật học, chính trị, hành chính, khoa học xã hội và nhân văn ở các Trường Đại học tại Việt Nam.

### Sự ra đời của nhà nước

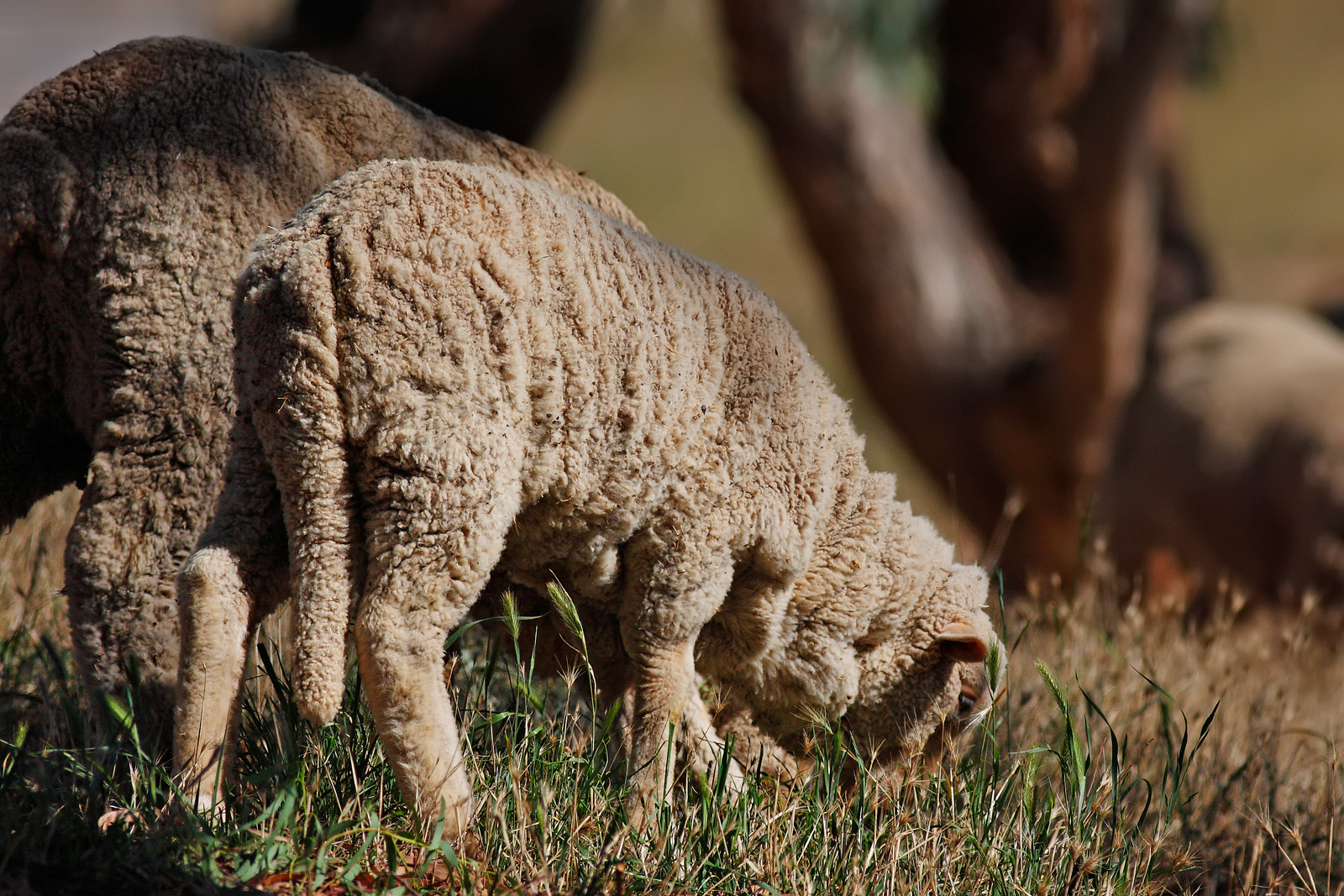
Chăn nuôi tách khỏi trồng trọt là đòn bẩy cho kinh tế và hình thành mầm mống tư hữu

### Hình thức xuất hiện

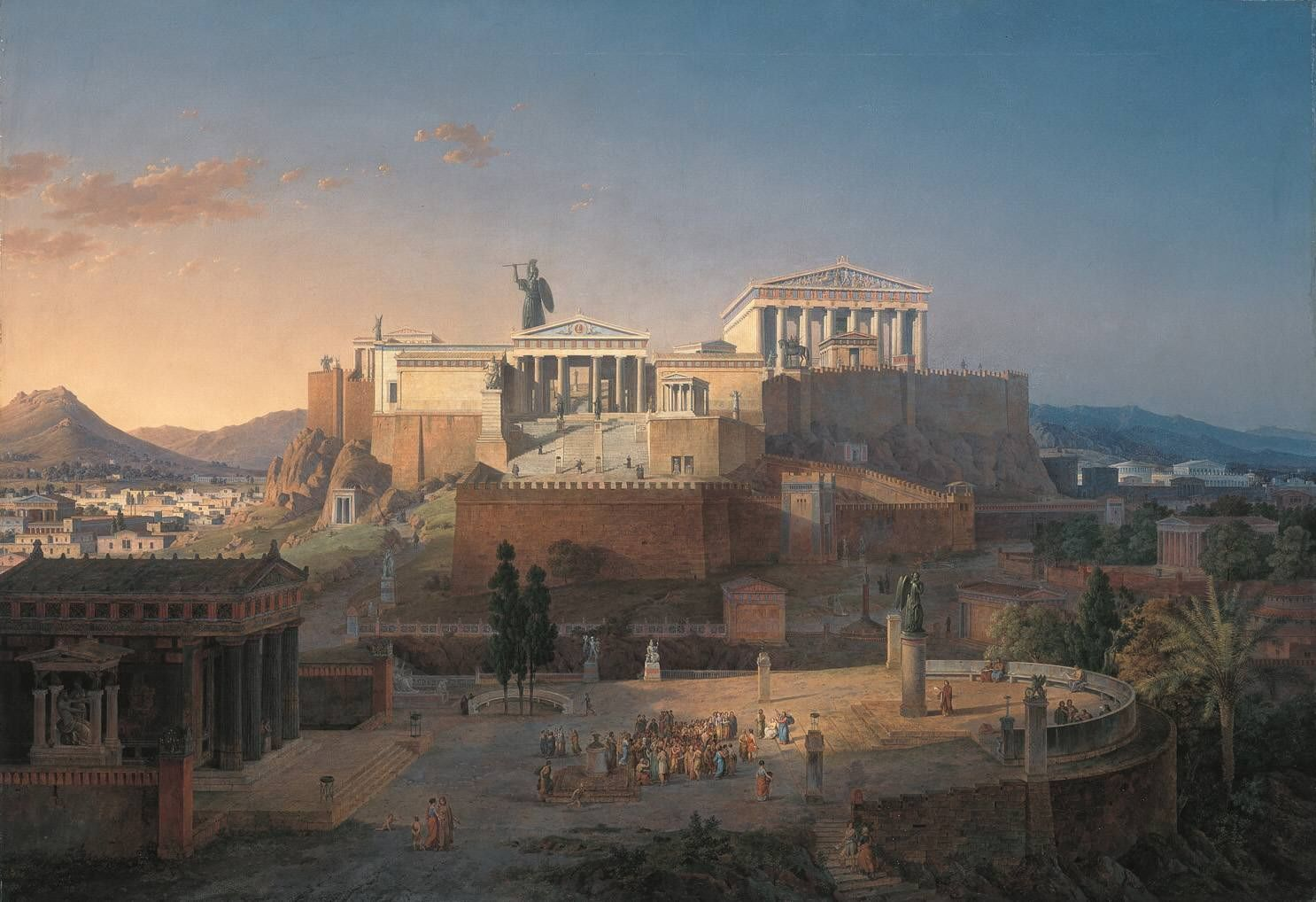
Thành bang Athens Cổ đại

## Bản chất giai cấp

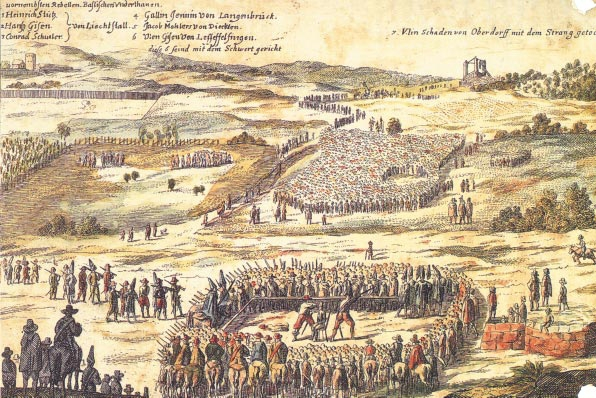
Đàn áp là một trong những biểu hiện quan trọng của bản chất giai cấp của nhà nước

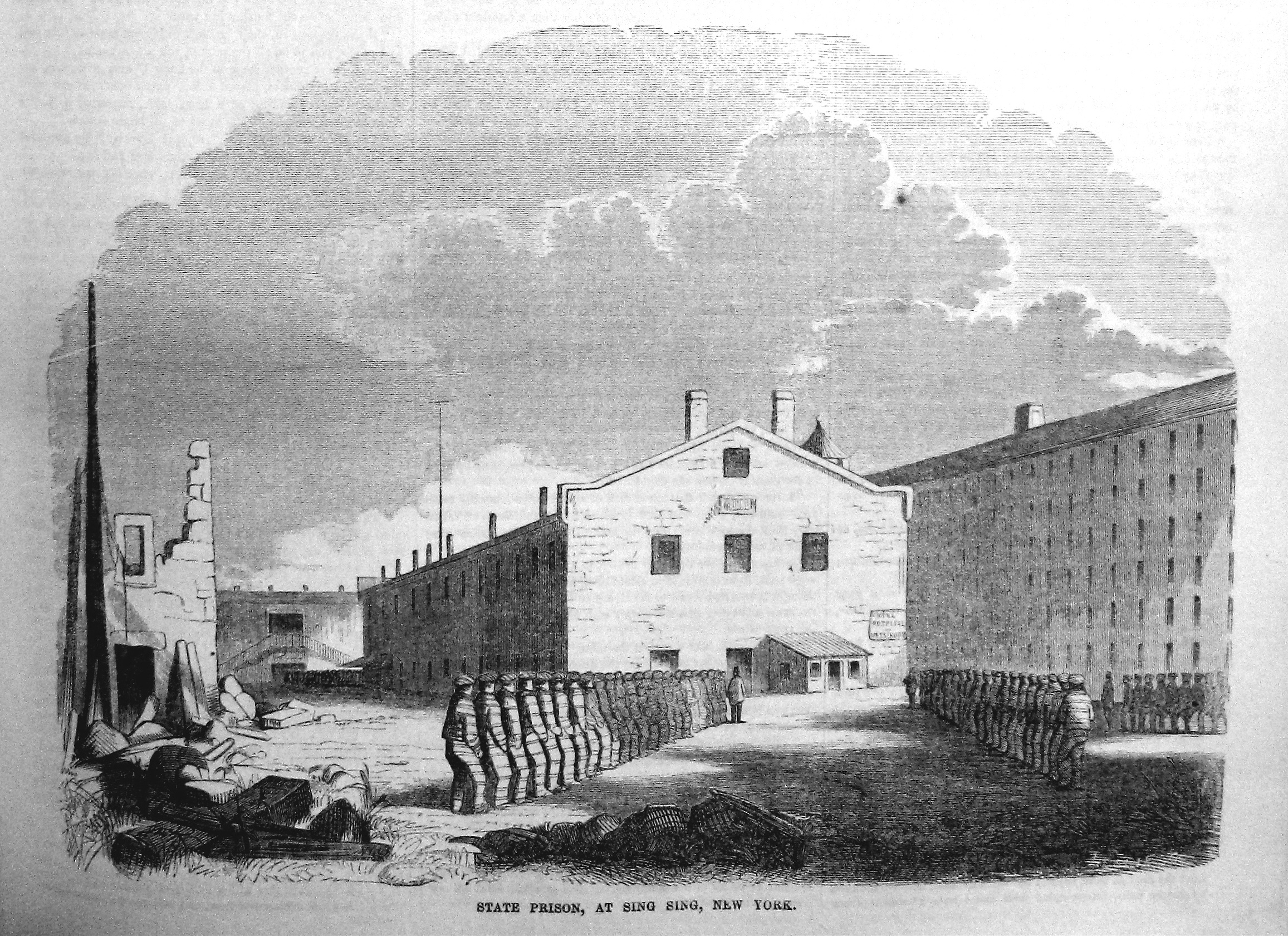
Nhà tù công cụ trấn áp của nhà nước

### Hệ thống thuế khóa

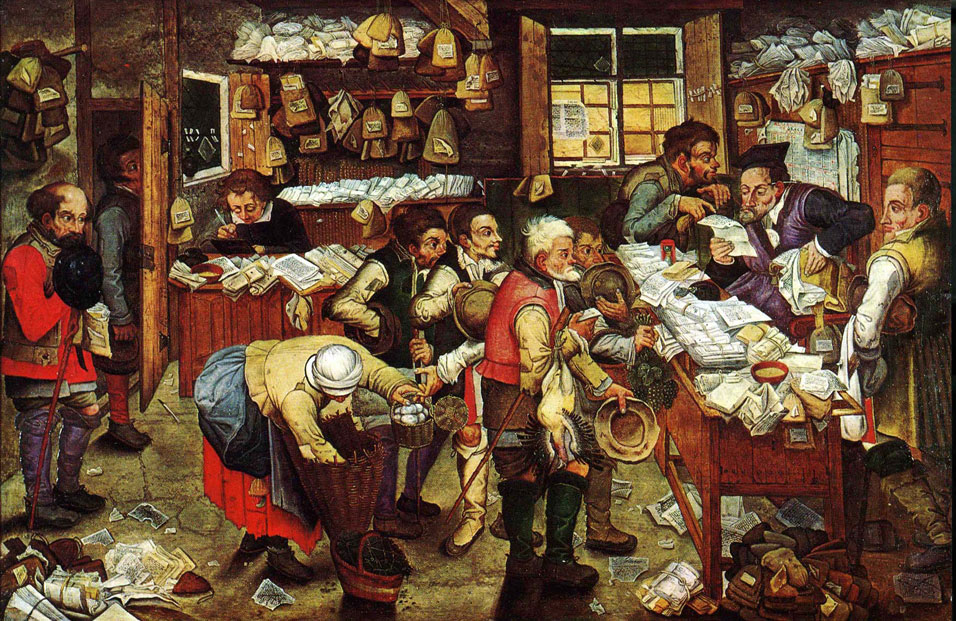
Thuế khóa - nguồn thu chính của nhà nước - họa phẩm tranh sơn dầu về cảnh thu thuế

### Thống trị và xã hội

Bên cạnh việc nhấn mạnh bản chất giai cấp của nhà nước, F. Engels còn đánh giá đúng tầm quan trọng về bản chất xã hội của nhà nước

### Nhà nước Chiếm hữu nô lệ

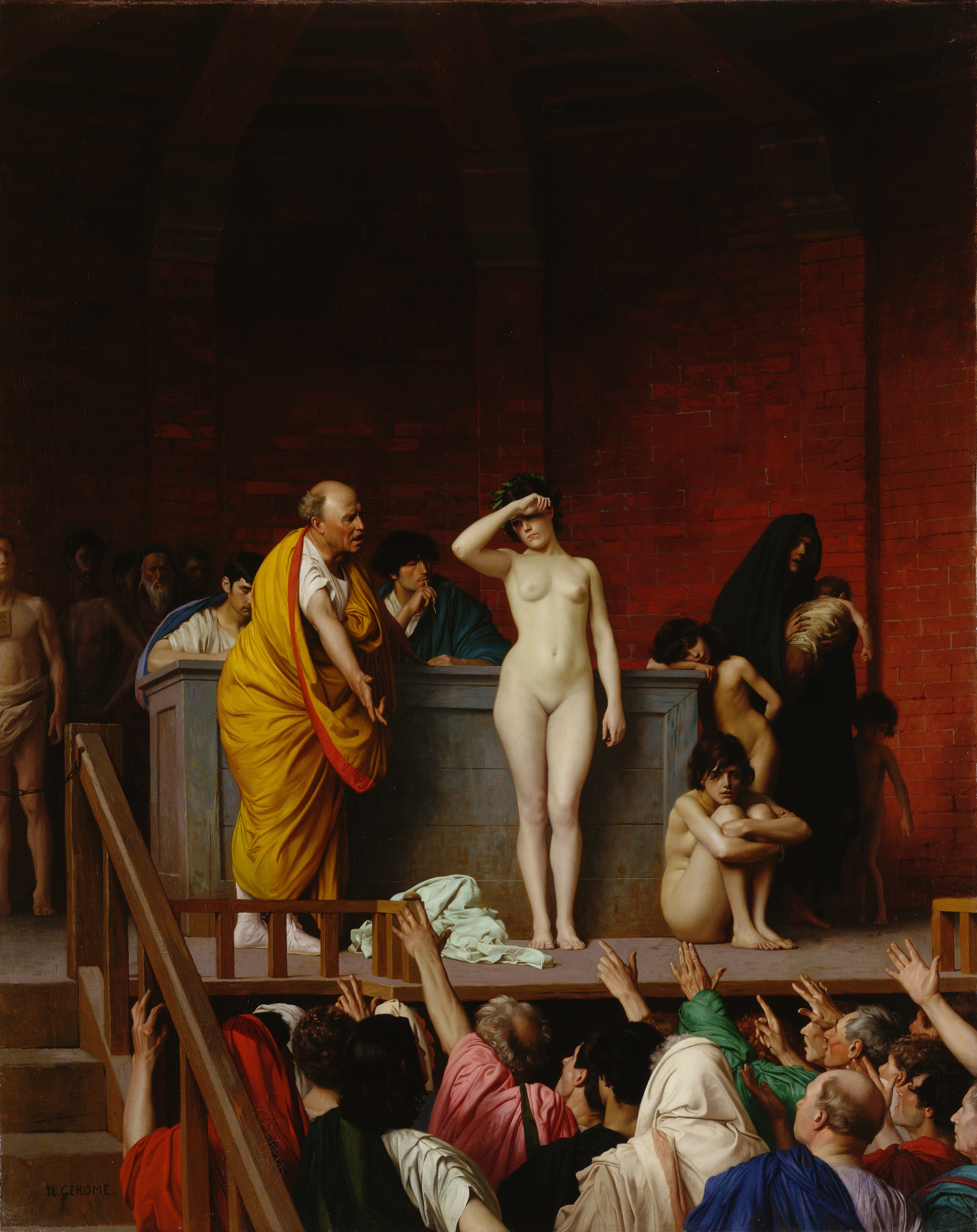
Nhà nước chiếm hữu nô lệ bảo đảm quyền sở hữu của nô lệ cho chủ nô

### Nhà nước Phong kiến

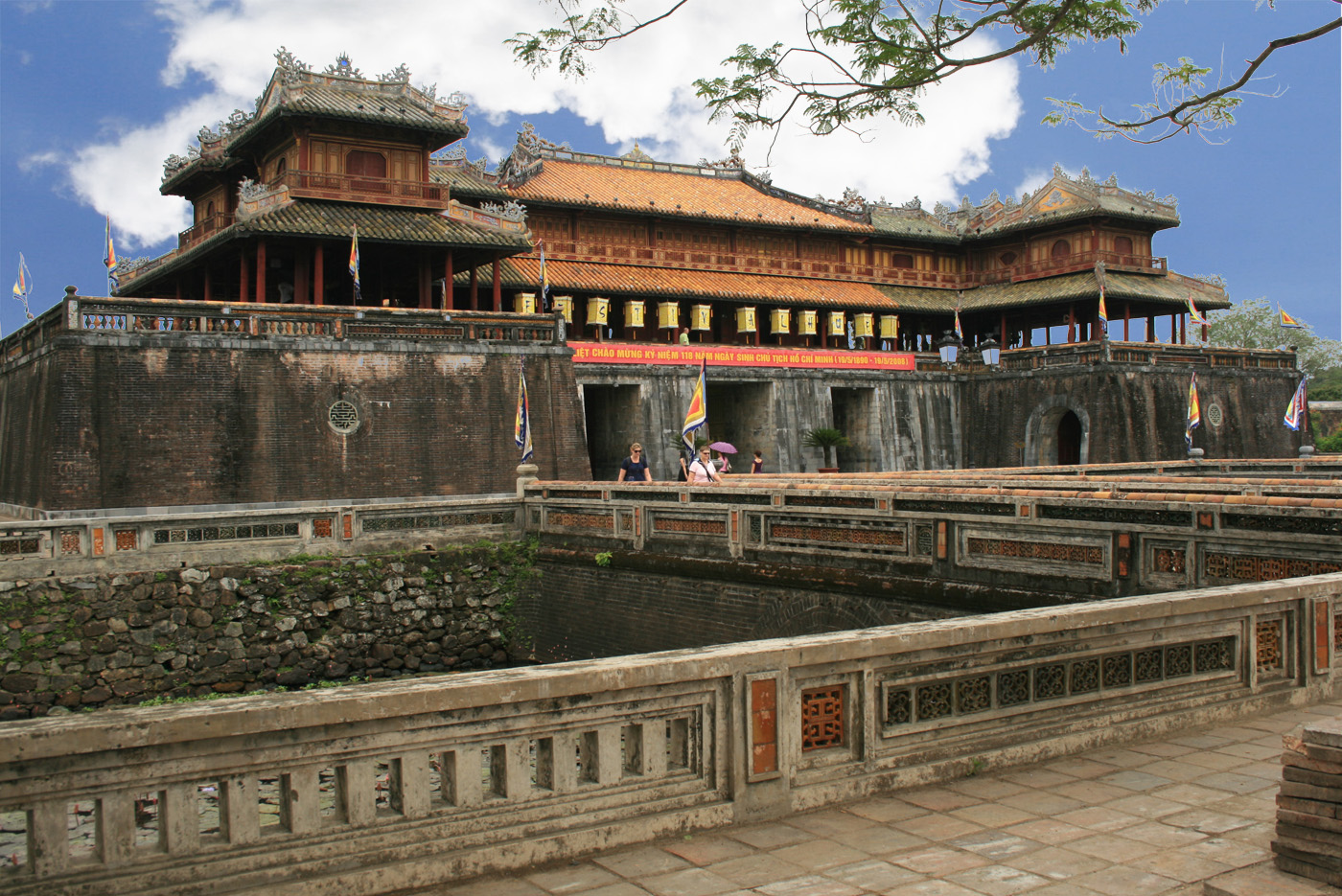
Nhà nước phong kiến chuyên chế - một biểu tượng cho sự thống trị của giai cấp địa chủ phong kiến

### Nhà nước Tư sản

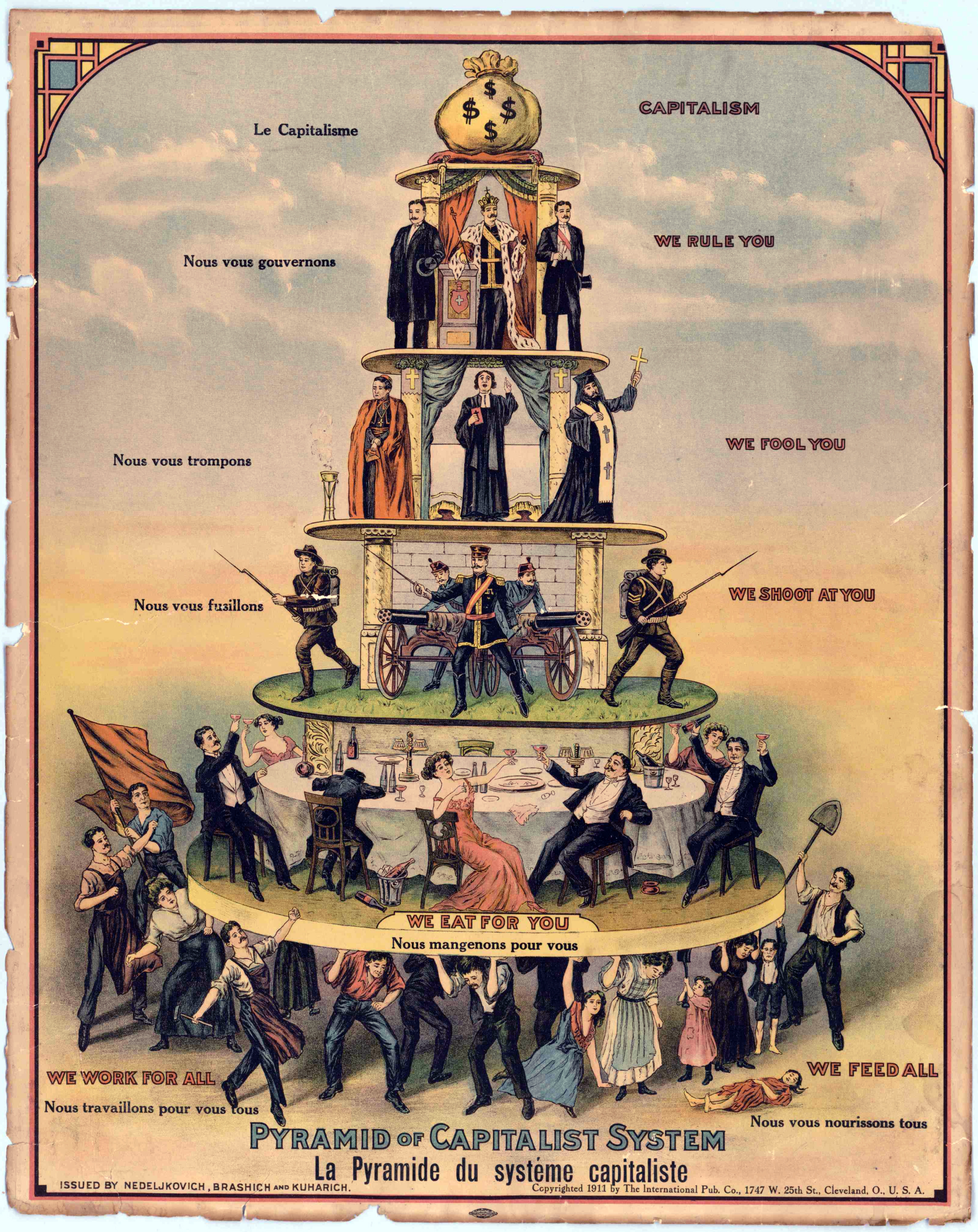
Mô hình biếm họa về nhà nước Tư sản

### Chuyên chính vô sản

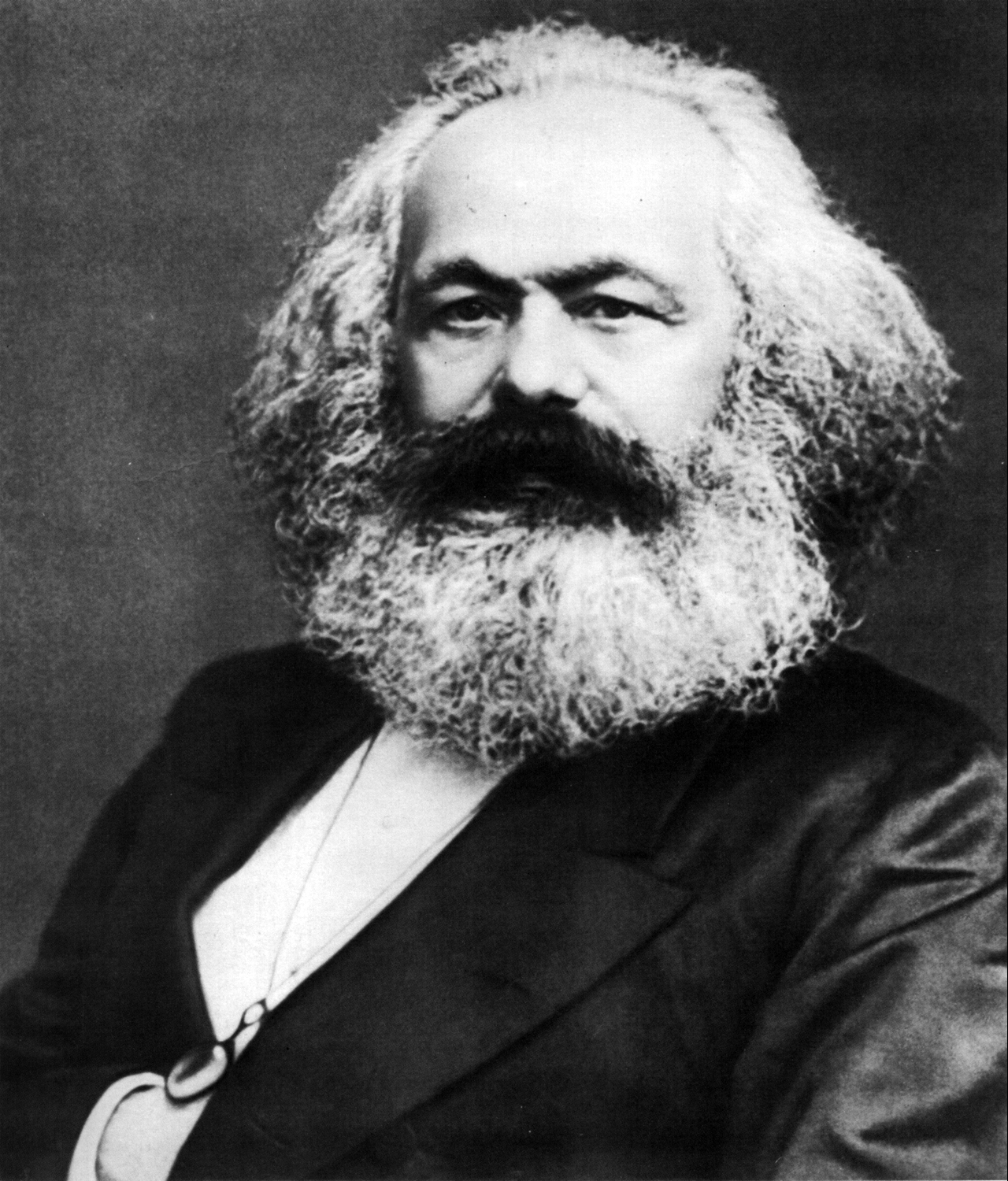
Karl Marx, người khẳng định việc xây dựng nhà nước vô sản phải bằng một cuộc cách mạng